# Рабденце
Рабденце (англ. Rabdentse) — колишня друга столиця Сіккіму, її руїни зараз розташовані на північ від містечка Пеллінґ, біля адміністративного центру Західного Сіккіму Ґезінґа. Столиця держави була перенесена до Рабденце з Юксому другим чоґ'ялом (монархом) Сіккіму Тенцунґом Намґ'ялом. Проте місце було вибрано занадто близько до кордону з Непалом, відносини з яким завжди були прохолодними. Коли непальці розпочали військові набіги на територію Сіккіма, в 1793 році за наказом чог'яла Цхудпуда Намґ'яла столиця знову була перенесена, цього разу до Тумлонґа, а Рабденце прийшов у занепад.